# Bulan (Hautes-Pyrénées)
Bulan is een gemeente in het Franse departement Hautes-Pyrénées (regio Occitanie) en telt 65 inwoners (2009). De plaats maakt deel uit van het arrondissement Bagnères-de-Bigorre.

## Geografie
De oppervlakte van Bulan bedraagt 3,4 km², de bevolkingsdichtheid is dus 19,1 inwoners per km².

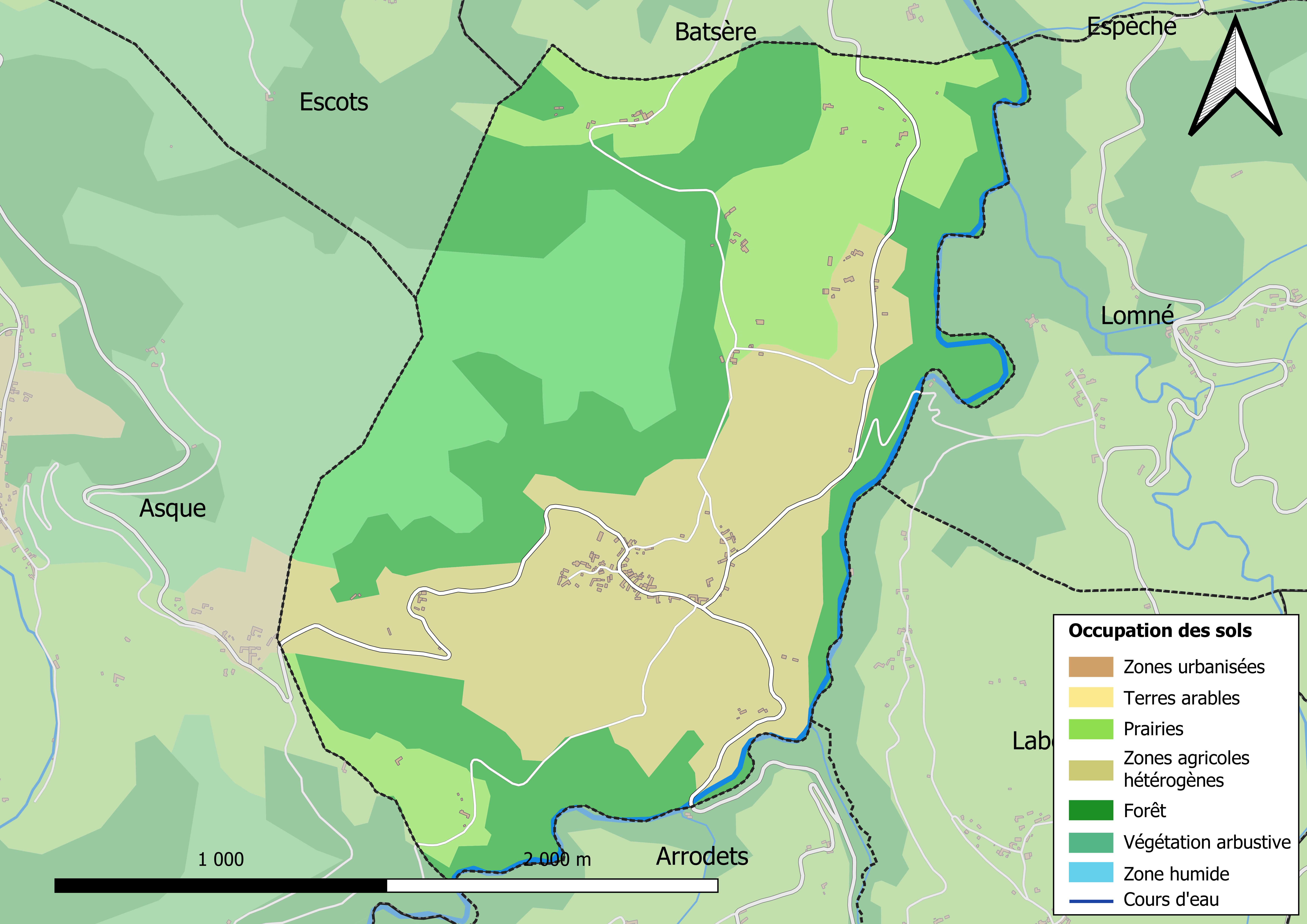
Kaart van de gemeente met belangrijkste infrastructuur, bodemgebruik en omliggende gemeenten

De onderstaande kaart toont de ligging van Bulan (Hautes-Pyrénées) met de belangrijkste infrastructuur en aangrenzende gemeenten.

## Demografie
Onderstaande figuur toont het verloop van het inwonertal (bron: INSEE-tellingen).